# 両全寺
両全寺(りょうぜんじ)は岐阜県飛騨市神岡町麻生野にある釈迦如来を本尊とする臨済宗妙心寺派の寺院で、山号は慶雲山。飛騨三十三観音霊場23番札所。
享禄2年(1529年)に江馬時盛の子、麻生野直盛が城を構えた際に城の守りとして発願し、野田の地に桃源周岳和尚を開山として建立された。創建当初の山号は日月山。中国の書、周処傳の日月両全の語に因んで名づけられた。創建当初は天台宗の寺院であったと伝わる。麻生野直盛は伽藍を整備中に没したため、子の麻生野慶盛と江馬宗久が後ろ盾となり完成させた。その後、5世住持直伝宗全により臨済宗妙心寺派となり、高山の宗猷寺の末寺となった。10世住持を祥隠鹿苑が務めていた際に焼失したため、11世住持、文溟廣扶の代に現在地に移転して再興された。その後、明治23年(1890年)に妙心寺の末寺となっている。
寺宝として円空作の薬師如来を所蔵しているほか、本堂には龍の襖絵が描かれている。